# Resolutie 526 Veiligheidsraad Verenigde Naties
Resolutie 526 van de Veiligheidsraad van de Verenigde Naties werd op 14 december 1982 unaniem aangenomen.

## Achtergrond
In 1964 brak geweld uit in de eilandstaat Cyprus. De VN stationeerden er toen de UNFICYP-vredesmacht. Die wordt sindsdien elk half jaar verlengd.

## Inhoud
De Veiligheidsraad:
- Neemt nota van het rapport van de secretaris-generaal over de VN-operatie in Cyprus.
- Bemerkt de overeenstemming tussen de partijen voor het verlengen van de vredesmacht met zes maanden.
- Bemerkt ook het akkoord van de Cypriotische overheid voor het behoud van de macht na 15 december.
- Herbevestigt resolutie 186 (1964).
- Herhaalt zijn steun voor het tienpuntenakkoord voor de hervatting van de gesprekken.

1. Verlengt de VN-vredesmacht nogmaals tot 15 juni 1983.
2. Is tevreden over de hervatting van de gesprekken en dringt erop aan om deze door te zetten.
3. Vraagt de secretaris-generaal zijn missie voort te zetten, de Veiligheidsraad op de hoogte te houden en tegen 31 mei 1983 te rapporteren.

## Verwante resoluties
- Resolutie 495 Veiligheidsraad Verenigde Naties
- Resolutie 510 Veiligheidsraad Verenigde Naties
- Resolutie 534 Veiligheidsraad Verenigde Naties
- Resolutie 541 Veiligheidsraad Verenigde Naties

Lijst ·  500 ·  501 ·  502 ·  503 ·  504 ·  505 ·  506 ·  507 ·  508 ·  509 ·  510 ·  511 ·  512 ·  513 ·  514 ·  515 ·  516 ·  517 ·  518 ·  519 ·  520 ·  521 ·  522 ·  523 ·  524 ·  525 ·  526 ·  527 ·  528